# Grabmal Familie Zinkann
Das Grabmal Familie Zinkann ist ein Denkmal in Darmstadt.

## Geschichte und Beschreibung
Das Grabmal der Familie Zinkann besteht aus einem Dreieck, das mit Travertinplatten verkleidet ist.
Vor dem Dreieck befindet sich eine Metallplastik, die einen Jüngling darstellt.
Die Figur mit geneigtem Kopf sitzt auf einem Sockel.
Sie ist mit einer kurzen Toga und Sandalen bekleidet.
Die Jünglingsfigur trägt einen Hirtenstab bei sich.
Grabstelle: Waldfriedhof Darmstadt R 3c 3.